# Coupe des nations de la WMRA
Pour les articles homonymes, voir Coupe des nations.
La Coupe des nations de la WMRA est une compétition unique de course en montagne organisée par l'Association mondiale de course en montagne. Elle a lieu le 31 octobre 2021 à Chiavenna en Italie. Elle a été créée pour pallier le manque de compétitions internationales durant la pandémie de Covid-19.

## Histoire
La pandémie de Covid-19 cause l'annulation des championnats du monde de course en montagne 2020, ainsi que des championnats continentaux de course en montagne en 2020 et 2021. L'édition inaugurale des championnats du monde de course en montagne et trail est quant à elle reportée de novembre 2021 à février 2022. À la suite de ces annulations et reports, l'Association mondiale de course en montagne décide de créer une compétition internationale unique de course en montagne afin d'offrir une opportunité aux équipes nationales de s'affronter. Avec l'aide des organisateurs du Val Bregaglia Trail dans le cadre duquel elle a lieu, la Coupe des nations de la WMRA est mise en place en l'espace de six semaines,,.

## Règlement
La Coupe des nations est courue de manière « open » dans le cadre d'une course traditionnelle, en l'occurrence le Val Bregaglia Trail. En plus du classement individuel général de la course, un classement individuel séparé est établi qui ne comptabilise que les athlètes des équipes nationales. Seul ce deuxième classement est utilisé pour établir le classement des nations qui se fait aux positions à l'instar des championnats du monde et d'Europe en comptant les trois meilleurs coureurs sur les quatre de chaque équipe. Contrairement aux championnats du monde et d'Europe de course en montagne, les athlètes britanniques représentent leur nation constitutive.

## Résultats
Annoncés comme favoris sur le parcours de 19 km avec 600 m de dénivelé positif et 1 000 m de dénivelé négatif, le Kényan Lengen Lolkurraru et l'Allemand Filimon Abraham prennent la tête de course qu'ils s'échangeant à plusieurs reprises. Ils sont suivis dans un premier temps par le Tchèque Jáchym Kovář. À mi-parcours, Lengen Lolkurraru semble prendre l'avantage tandis que le Slovène Timotej Bečan et l'Anglais Chris Richards remontent le peloton et se disputent la troisième marche du podium avec l'Italien Daniel Pattis. Filimon Abraham lance son attaque en fin de course et récupère la tête. Il s'impose avec une minute d'avance sur le Kényan, décrochant son premier succès international sous les couleurs de sa nouvelle nationalité allemande. Timotej Bečan arrache la troisième marche du podium au sprint pour une seconde devant Daniel Pattis. Avec deux coureurs dans le top 10, l'Italie remporte le classement par équipes devant l'Angleterre et la Roumanie,.
La course féminine voit un bon départ de l'Écossaise Scout Adkin et de l'Anglaise Kate Maltby. La favorite locale Francesca Ghelfi les rattrape après 4,5 km de course, puis voit sa compatriote Alice Gaggi également rejoindre le peloton de tête à mi-parcours. Francesca Ghelfi parvient ensuite à prendre le meilleur sur ses adversaires et s'échappe en tête. Francesca Ghelfi termine la course en solitaire pour remporter la victoire. Scout Adkin décroche la médaille d'argent. Kate Maltby perd du terrain et l'Allemande Hanna Gröber effectue une surprenante remontée en fin de course. Elle double Alice Gaggi pour terminer sur la troisième marche du podium,. L'Angleterre et l'Italie terminent avec 21 points au classement par équipes mais l'Angleterre s'impose grâce à la dixième place de Kirsteen Welch face à la seizième place de la marathonienne Valeria Straneo qui participe à sa première course en montagne. La Tchéquie complète le podium.

### Individuel
| Rang               | Athlète           | Pays       | Temps           |
| ------------------ | ----------------- | ---------- | --------------- |
| Médaille d'or      | Filimon Abraham   | Allemagne  | 1 h 18 min 29 s |
| Médaille d'argent  | Lengen Lolkurraru | Kenya      | 1 h 19 min 48 s |
| Médaille de bronze | Timotej Bečan     | Slovénie   | 1 h 22 min 10 s |
| 4                  | Daniel Pattis     | Italie     | 1 h 22 min 11 s |
| 5                  | Chris Richards    | Angleterre | 1 h 22 min 46 s |
| 6                  | Jáchym Kovář      | Tchéquie   | 1 h 23 min 16 s |
| 7                  | Marco Filosi      | Italie     | 1 h 23 min 23 s |
| 8                  | Leonard Mitrica   | Roumanie   | 1 h 23 min 42 s |
| 9                  | Ionuț Zincă       | Roumanie   | 1 h 24 min 1 s  |
| 10                 | Max Nicholls      | Angleterre | 1 h 24 min 15 s |

| Rang               | Athlète          | Pays       | Temps           |
| ------------------ | ---------------- | ---------- | --------------- |
| Médaille d'or      | Francesca Ghelfi | Italie     | 1 h 34 min 1 s  |
| Médaille d'argent  | Scout Adkin      | Écosse     | 1 h 35 min 47 s |
| Médaille de bronze | Hanna Gröber     | Allemagne  | 1 h 35 min 51 s |
| 4                  | Alice Gaggi      | Italie     | 1 h 35 min 56 s |
| 5                  | Kate Maltby      | Angleterre | 1 h 36 min 59 s |
| 6                  | Caroline Lambert | Angleterre | 1 h 37 min 13 s |
| 7                  | Tereza Hrochová  | Tchéquie   | 1 h 37 min 20 s |
| 8                  | Ingrid Mutter    | Roumanie   | 1 h 37 min 54 s |
| 9                  | Sara Alonso      | Espagne    | 1 h 38 min 18 s |
| 10                 | Kirsteen Welch   | Angleterre | 1 h 38 min 40 s |

### Équipes
| Rang               | Pays                                                                                       | Points |
| ------------------ | ------------------------------------------------------------------------------------------ | ------ |
| Médaille d'or      | Italie Daniel Pattis (4e) Marco Filosi (7e) Luca Merli (15e) Lorenzo Cagnati (24e)         | 26     |
| Médaille d'argent  | Angleterre Chris Richards (5e) Max Nicholls (10e) Billy Cartwright (13e) Joe Dugdale (36e) | 28     |
| Médaille de bronze | Roumanie Leonard Mitrica (8e) Ionuț Zincă (9e) Damian Bogdan (19e) Viorel Palici (20e)     | 36     |

| Rang               | Pays | Points |
| ------------------ | --- | ------ |
| Médaille d'or      | Angleterre Kate Maltby (5e) Caroline Lambert (6e) Kirsteen Welch (10e) Sara Willhoit (18e)              | 21     |
| Médaille d'argent  | Italie Francesca Ghelfi (1re) Alice Gaggi (4e) Valeria Straneo (16e) Cecilia Basso (21e)                | 21     |
| Médaille de bronze | Tchéquie Tereza Hrochová (7e) Pavla Schorná-Matyášová (13e) Barbora Macurová (14e) Adéla Stránská (19e) | 34     |